# 斯科普里國際機場
斯科普里國際機場，前稱斯科普里亞歷山大大帝機場（Аеродром Александар Велики Скопје），是北馬其頓首都斯科普里的一座軍民合用機場，亦是北馬其頓唯一一座軍民合用機場，位於斯科普里市東南17（11英里）。
該機場也稱彼得羅韋茨機場（Аеродром Петровец），因機場接近彼得羅韋茨得名。

## 歷史
斯科普里國際機場於1920年代底建造。
2006年12月，該機場正式命名為「斯科普里亞歷山大大帝機場」，以紀念亚历山大大帝。
2018年2月，馬其頓（即今北馬其頓）為了解決與鄰國希臘就「馬其頓」名稱的爭議，該機場重新命名為「斯科普里國際機場」。

## 航點
| 航空公司       | 目的地                  |
| -------------- | ----------------------- |
| 愛情海航空     | 雅典                    |
| 開羅航空       | 開羅                    |
| 奧地利航空     | 維也納                  |
| 克羅埃西亞航空 | 札格瑞布 季節：斯普利特 |
| 波蘭航空       | 華沙                    |
| 漢莎航空       | 法蘭克福                |
| 土耳其航空     | 伊斯坦堡                |

## 外部連結
- 官方网站（馬其頓文）（英文）（阿爾巴尼亞文）